# Flávio Azevedo
Flávio José Cavalcanti de Azevedo (Natal, 19 de fevereiro de 1946) é um engenheiro civil, empresário e político brasileiro, filiado ao Partido Liberal (PL). Foi Senador da República pelo Rio Grande do Norte como primeiro suplente de Rogério Marinho, licenciado por 120 dias do cargo.
Como empresário, Flávio foi presidente da Federação das Indústrias do Rio Grande do Norte, entre 2003 e 2011, e vice-presidente da Confederação Nacional da Indústria, de 2008 a 2011.